# Campeonato sub-19 de la AFC 2018
El Campeonato sub-19 de la AFC de 2018 fue la XL edición del torneo organizado por la AFC, con sede en Indonesia. Se desarrolló entre el 18 de octubre y el 4 de noviembre de 2018 y contó con la participación de 16 selecciones juveniles de Asia. Los cuatro mejores equipos clasificaron directamente a la Copa Mundial de Fútbol Sub-20 de 2019 en Polonia.

## Equipos participantes
| Equipos participantes | Equipos participantes  | Equipos participantes | Equipos participantes |
| --------------------- | ---------------------- | --------------------- | --------------------- |
| Indonesia             | Emiratos Árabes Unidos | Tayikistán            | Catar                 |
| Arabia Saudita        | Jordania               | Corea del Sur         | Malasia               |
| Vietnam               | Japón                  | Australia             | Irak                  |
| Tailandia             | Corea del Norte        | China Taipéi          | China                 |

## Sedes
| Yakarta                   | Cibinong          | Bekasi                      |
| ------------------------- | ----------------- | --------------------------- |
| Estadio Gelora Bung Karno | Estadio Pakansari | Estadio Patriota Candrabaga |
| Capacidad: 77.193         | Capacidad: 30.000 | Capacidad: 30.000           |
|                           |                   |                             |
| Yakarta Bekasi Cibinong   |                   |                             |

## Resultados

### Fase de grupos

#### Grupo A
| Pos. | Equipo                 | Pts. | PJ | G | E | P | GF | GC | Dif. | Clasificación               |
| ---- | ---------------------- | ---- | -- | - | - | - | -- | -- | ---- | --------------------------- |
| 1    | Catar                  | 6    | 3  | 2 | 0 | 1 | 11 | 7  | +4   | Avanza a la siguiente ronda |
| 2    | Indonesia              | 6    | 3  | 2 | 0 | 1 | 9  | 7  | +2   | Avanza a la siguiente ronda |
| 3    | Emiratos Árabes Unidos | 6    | 3  | 2 | 0 | 1 | 10 | 3  | +7   |                             |
| 4    | China Taipéi           | 0    | 3  | 0 | 0 | 3 | 2  | 15 | −13  |                             |

 Fuente: AFC
Criterios de clasificación: 
| 18 de octubre de 2018, 16:00 | UAE                         | 2:1 (2:1) | Catar       | Estadio Gelora Bung Karno, Yakarta  |                                     |
|                              | - Fawzi 16' - Ali Saleh 41' | Reporte   | - Umaru 36' | Árbitro(s): Ahmed Al-Ali (Jordania) | Árbitro(s): Ahmed Al-Ali (Jordania) |

| 18 de octubre de 2018, 19:00 | Indonesia                       | 3:1 (0:0) | China Taipéi        | Estadio Gelora Bung Karno, Yakarta   |                                      |
|                              | - Vikri 50' - Sulaeman 70', 89' | Reporte   | - Wang Chung-Yu 53' | Árbitro(s): Mooud Bonyadifard (Irán) | Árbitro(s): Mooud Bonyadifard (Irán) |

| 21 de octubre de 2018, 16:00 | China Taipéi     | 1:8 (0:3) | UAE                                                                                  | Estadio Gelora Bung Karno, Yakarta       |                                          |
|                              | - Wu Yen-shu 74' | Reporte   | - Fawzi 10' - Ali Saleh 20', 67' - Rashed 35', 75' - Mubarak 51', 59' - Al-Naqbi 70' | Árbitro(s): Sherzod Kasimov (Uzbekistán) | Árbitro(s): Sherzod Kasimov (Uzbekistán) |

| 21 de octubre de 2018, 19:00 | Catar                                           | 6:5 (4:1) | Indonesia                                         | Estadio Gelora Bung Karno, Yakarta       |                                          |
|                              | - Ali 11', 51' - Umaru 14', 41', 56' - Waad 24' | Reporte   | - Luthfi 28' - Rivaldo 65', 73', 81' - Saddil 69' | Árbitro(s): Sivakorn Pu-udom (Tailandia) | Árbitro(s): Sivakorn Pu-udom (Tailandia) |

| 24 de octubre de 2018, 19:00 | Indonesia   | 1:0 (1:0) | UAE | Estadio Gelora Bung Karno, Yakarta      |                                         |
|                              | - Witan 23' | Reporte   |     | Árbitro(s): Kim Hee-gon (Corea del Sur) | Árbitro(s): Kim Hee-gon (Corea del Sur) |

| 24 de octubre de 2018, 19:00 | Catar                                           | 4:0 (0:0) | China Taipéi | Estadio Pakansari, Cibinong         |                                     |
|                              | - Mansour 57' - Ali 61', 77' - Umaru 86' (pen.) | Reporte   |              | Árbitro(s): Arumughan Rowan (India) | Árbitro(s): Arumughan Rowan (India) |

#### Grupo B
| Pos. | Equipo          | Pts. | PJ | G | E | P | GF | GC | Dif. | Clasificación               |
| ---- | --------------- | ---- | -- | - | - | - | -- | -- | ---- | --------------------------- |
| 1    | Japón           | 9    | 3  | 3 | 0 | 0 | 13 | 3  | +10  | Avanza a la siguiente ronda |
| 2    | Tailandia       | 4    | 3  | 1 | 1 | 1 | 6  | 7  | −1   | Avanza a la siguiente ronda |
| 3    | Corea del Norte | 3    | 3  | 1 | 0 | 2 | 4  | 7  | −3   |                             |
| 4    | Irak            | 1    | 3  | 0 | 1 | 2 | 3  | 9  | −6   |                             |

 Fuente: AFC
Criterios de clasificación: 
| 19 de octubre de 2018, 16:00 | Irak                                              | 3:3 (2:1) | Tailandia                                         | Estadio Pakansari, Cibinong         |                                     |
|                              | - Abdulridha 37' - Ramadhan 42' - Abdulkareem 66' | Reporte   | - K. Kritsada 26' - Korrawit 87' - Suphanat 90+4' | Árbitro(s): Arumughan Rowan (India) | Árbitro(s): Arumughan Rowan (India) |

| 19 de octubre de 2018, 19:00 | Japón                                                          | 5:2 (2:2) | Corea del Norte                          | Estadio Pakansari, Cibinong          |                                      |
|                              | - K. Saito 8' - Itō 19' - Kubo 65' - Miyashiro 89' - Abe 90+3' | Reporte   | - Kye Tam 36' - Kang Kuk-chol 41' (pen.) | Árbitro(s): Khamis Al-Kuwari (Catar) | Árbitro(s): Khamis Al-Kuwari (Catar) |

| 22 de octubre de 2018, 16:00 | Corea del Norte      | 1:0 (0:0) | Irak | Estadio Pakansari, Cibinong            |                                        |
|                              | - Pak Kwang-chon 55' | Reporte   |      | Árbitro(s): Hussein Abo Yehia (Líbano) | Árbitro(s): Hussein Abo Yehia (Líbano) |

| 22 de octubre de 2018, 19:00 | Tailandia      | 1:3 (0:2) | Japón                               | Estadio Pakansari, Cibinong                    |                                                |
|                              | - Suphanat 54' | Reporte   | - Miyashiro 27', 44' - K. Saito 42' | Árbitro(s): Mohammed Al-Hoish (Arabia Saudita) | Árbitro(s): Mohammed Al-Hoish (Arabia Saudita) |

| 25 de octubre de 2018, 16:00 | Japón                                                  | 5:0 (3:0) | Irak | Estadio Pakansari, Cibinong              |                                          |
|                              | - Taki 10' - Tagawa 27' - Hara 34', 77' - K. Saito 85' | Reporte   |      | Árbitro(s): Sherzod Kasimov (Uzbekistán) | Árbitro(s): Sherzod Kasimov (Uzbekistán) |

| 25 de octubre de 2018, 16:00 | Tailandia                   | 2:1 (1:1) | Corea del Norte     | Estadio Patriota Candrabaga, Bekasi |                                  |
|                              | - Sampan 38' - Korrawit 78' | Reporte   | - Kang Kuk-chol 45' | Árbitro(s): Hanna Hattab (Siria)    | Árbitro(s): Hanna Hattab (Siria) |

#### Grupo C
| Pos. | Equipo        | Pts. | PJ | G | E | P | GF | GC | Dif. | Clasificación               |
| ---- | ------------- | ---- | -- | - | - | - | -- | -- | ---- | --------------------------- |
| 1    | Corea del Sur | 7    | 3  | 2 | 1 | 0 | 7  | 3  | +4   | Avanza a la siguiente ronda |
| 2    | Australia     | 5    | 3  | 1 | 2 | 0 | 4  | 3  | +1   | Avanza a la siguiente ronda |
| 3    | Jordania      | 4    | 3  | 1 | 1 | 1 | 4  | 5  | −1   |                             |
| 4    | Vietnam       | 0    | 3  | 0 | 0 | 3 | 3  | 7  | −4   |                             |

 Fuente: AFC
Criterios de clasificación: 
| 19 de octubre de 2018, 16:00 | Vietnam    | 1:2 (1:1) | Jordania                   | Estadio Patriota Candrabaga, Bekasi |                                    |
|                              | - Dũng 21' | Reporte   | - Atieh 29' - Al-Zu'bi 89' | Árbitro(s): Yudai Yamamoto (Japón)  | Árbitro(s): Yudai Yamamoto (Japón) |

| 19 de octubre de 2018, 19:00 | Corea del Sur     | 1:1 (0:0) | Australia       | Estadio Patriota Candrabaga, Bekasi            |                                                |
|                              | - Jeon Se-jin 52' | Reporte   | - Najjarine 89' | Árbitro(s): Mohammed Al-Hoish (Arabia Saudita) | Árbitro(s): Mohammed Al-Hoish (Arabia Saudita) |

| 22 de octubre de 2018, 16:00 | Australia                   | 2:1 (1:0) | Vietnam   | Estadio Patriota Candrabaga, Bekasi |                                    |
|                              | - Thurgate 37' - Folami 76' | Reporte   | - Nam 85' | Árbitro(s): Omar Al-Yaqoubi (Omán)  | Árbitro(s): Omar Al-Yaqoubi (Omán) |

| 22 de octubre de 2018, 19:00 | Jordania         | 1:3 (0:1) | Corea del Sur                                          | Estadio Patriota Candrabaga, Bekasi  |                                      |
|                              | - Al-Zebdieh 77' | Reporte   | - Cho Young-wook 3' - Jeon Se-jin 79' - Choi Jun 90+2' | Árbitro(s): Mooud Bonyadifard (Irán) | Árbitro(s): Mooud Bonyadifard (Irán) |

| 25 de octubre de 2018, 19:00 | Vietnam  | 1:3 (1:1) | Corea del Sur                                                | Estadio Patriota Candrabaga, Bekasi    |                                        |
|                              | - Tú 13' | Reporte   | - Cho Young-wook 45' (pen.), 90+4' (pen.) - Kim Hyun-woo 77' | Árbitro(s): Hussein Abo Yehia (Líbano) | Árbitro(s): Hussein Abo Yehia (Líbano) |

| 25 de octubre de 2018, 19:00 | Australia     | 1:1 (1:0) | Jordania         | Estadio Pakansari, Cibinong              |                                          |
|                              | - Puflett 10' | Reporte   | - Al-Zebdieh 76' | Árbitro(s): Sivakorn Pu-udom (Tailandia) | Árbitro(s): Sivakorn Pu-udom (Tailandia) |

#### Grupo D
| Pos. | Equipo         | Pts. | PJ | G | E | P | GF | GC | Dif. | Clasificación               |
| ---- | -------------- | ---- | -- | - | - | - | -- | -- | ---- | --------------------------- |
| 1    | Arabia Saudita | 9    | 3  | 3 | 0 | 0 | 6  | 2  | +4   | Avanza a la siguiente ronda |
| 2    | Tayikistán     | 4    | 3  | 1 | 1 | 1 | 4  | 5  | −1   | Avanza a la siguiente ronda |
| 3    | China          | 3    | 3  | 1 | 0 | 2 | 2  | 2  | 0    |                             |
| 4    | Malasia        | 1    | 3  | 0 | 1 | 2 | 3  | 6  | −3   |                             |

 Fuente: AFC
Criterios de clasificación: 
| 20 de octubre de 2018, 16:00 | Arabia Saudita                 | 2:1 (1:0) | Malasia    | Estadio Patriota Candrabaga, Bekasi     |                                         |
|                              | - Al-Ammar 24' - Al-Saleem 78' | Reporte   | - Hadi 88' | Árbitro(s): Kim Hee-gon (Corea del Sur) | Árbitro(s): Kim Hee-gon (Corea del Sur) |

| 20 de octubre de 2018, 19:00 | Tayikistán    | 1:0 (0:0) | China | Estadio Patriota Candrabaga, Bekasi |                                  |
|                              | - Solehov 77' | Reporte   |       | Árbitro(s): Hanna Hattab (Siria)    | Árbitro(s): Hanna Hattab (Siria) |

| 23 de octubre de 2018, 16:00 | China | 0:1 (0:0) | Arabia Saudita   | Estadio Patriota Candrabaga, Bekasi |                                    |
|                              |       | Reporte   | - Al-Qahtani 81' | Árbitro(s): Yudai Yamamoto (Japón)  | Árbitro(s): Yudai Yamamoto (Japón) |

| 23 de octubre de 2018, 19:00 | Malasia                         | 2:2 (1:2) | Tayikistán                               | Estadio Patriota Candrabaga, Bekasi |                                     |
|                              | - Hadi 11' - Hanonov 55' (a.g.) | Reporte   | - Panjshanbe 34' (pen.) - Yodgorov 45+1' | Árbitro(s): Ahmed Al-Ali (Jordania) | Árbitro(s): Ahmed Al-Ali (Jordania) |

| 26 de octubre de 2018, 19:00 | Arabia Saudita                           | 3:1 (0:1) | Tayikistán   | Estadio Patriota Candrabaga, Bekasi |                                    |
|                              | - Al-Zaqarta 65', 70' - Al-Ghashayan 73' | Reporte   | - Boboev 29' | Árbitro(s): Omar Al-Yaqoubi (Omán)  | Árbitro(s): Omar Al-Yaqoubi (Omán) |

| 26 de octubre de 2018, 19:00 | China                            | 2:0 (1:0) | Malasia | Estadio Pakansari, Cibinong          |                                      |
|                              | - Tao Qianglong 44' - Xu Yue 58' | Reporte   |         | Árbitro(s): Khamis Al-Kuwari (Catar) | Árbitro(s): Khamis Al-Kuwari (Catar) |

### Segunda fase
|  | Cuartos de final   | Cuartos de final   |                |       | Semifinales    | Semifinales    |  |               | Final          | Final          |  |
|  | 28 y 29 de octubre | 28 y 29 de octubre |                |       | 1 de noviembre | 1 de noviembre |  |               | 4 de noviembre | 4 de noviembre |  |
|  |                    |                    |                |       |                |                |  |               |                |                |  |
|  |                    |                    |                |       |                |                |  |               |                |                |  |
|  | Catar (t.s.)       | 7                  |                |       |                |                |  |               |                |                |  |
|  | Catar (t.s.)       | 7                  |                |       |                |                |  |               |                |                |  |
|  | Tailandia          | 3                  |                |       |                |                |  |               |                |                |  |
|  | Tailandia          | 3                  |                | Catar | 1              |                |  |               |                |                |  |
|  |                    |                    |                | Catar | 1              |                |  |               |                |                |  |
|  |                    |                    | Corea del Sur  | 3     |                |                |  |               |                |                |  |
|  | Corea del Sur      | 1                  | Corea del Sur  | 3     |                |                |  |               |                |                |  |
|  | Corea del Sur      | 1                  |                |       |                |                |  |               |                |                |  |
|  | Tayikistán         | 0                  |                |       |                |                |  |               |                |                |  |
|  | Tayikistán         | 0                  |                |       |                |                |  | Corea del Sur | 1              |                |  |
|  |                    |                    |                |       |                |                |  | Corea del Sur | 1              |                |  |
|  |                    |                    | Arabia Saudita | 2     |                |                |  |               |                |                |  |
|  | Japón              | 2                  | Arabia Saudita | 2     |                |                |  |               |                |                |  |
|  | Japón              | 2                  |                |       |                |                |  |               |                |                |  |
|  | Indonesia          | 0                  |                |       |                |                |  |               |                |                |  |
|  | Indonesia          | 0                  |                | Japón | 0              |                |  |               |                |                |  |
|  |                    |                    |                | Japón | 0              |                |  |               |                |                |  |
|  |                    |                    | Arabia Saudita | 2     |                |                |  |               |                |                |  |
|  | Arabia Saudita     | 3                  | Arabia Saudita | 2     |                |                |  |               |                |                |  |
|  | Arabia Saudita     | 3                  |                |       |                |                |  |               |                |                |  |
|  | Australia          | 1                  |                |       |                |                |  |               |                |                |  |
|  | Australia          | 1                  |                |       |                |                |  |               |                |                |  |
|  |                    |                    |                |       |                |                |  |               |                |                |  |

#### Cuartos de final
| 28 de octubre de 2018, 16:00 | Catar                                                                                | 7:3 (3:3, 2:0) (t. s.) | Tailandia                                     | Estadio Gelora Bung Karno, Yakarta |                                    |
|                              | - Ali 13' - Al Yazidi 21' - Suhail 87' - Umaru 99', 117' - Mansour 106' - Aymen 120' | Reporte                | - Korrawit 48' - Sakunchai 61' - Thirapak 80' | Árbitro(s): Omar Al-Yaqoubi (Omán) | Árbitro(s): Omar Al-Yaqoubi (Omán) |

| 28 de octubre de 2018, 19:30 | Japón                         | 2:0 (1:0) | Indonesia | Estadio Gelora Bung Karno, Yakarta   |                                      |
|                              | - Higashi 40' - Miyashiro 70' | Reporte   |           | Árbitro(s): Mooud Bonyadifard (Irán) | Árbitro(s): Mooud Bonyadifard (Irán) |

| 29 de octubre de 2018, 16:00 | Corea del Sur     | 1:0 (1:0) | Tayikistán | Estadio Patriota Candrabaga, Bekasi |                                     |
|                              | - Jeon Se-jin 44' | Reporte   |            | Árbitro(s): Ahmed Al-Ali (Jordania) | Árbitro(s): Ahmed Al-Ali (Jordania) |

| 29 de octubre de 2018, 19:30 | Arabia Saudita                                   | 3:1 (1:1) | Australia      | Estadio Patriota Candrabaga, Bekasi      |                                          |
|                              | - Al-Ammar 7' - Al-Birakan 50' - Abdul Hamid 82' | Reporte   | - Atkinson 42' | Árbitro(s): Sherzod Kasimov (Uzbekistán) | Árbitro(s): Sherzod Kasimov (Uzbekistán) |

#### Semifinales
| 1 de noviembre de 2018, 16:00 | Catar                   | 1:3 (0:3) | Corea del Sur                              | Estadio Pakansari, Cibinong          |                                      |
|                               | - Lee Jae-ik 52' (a.g.) | Reporte   | - Jeon Se-jin 23', 33' - Um Won-sang 45+2' | Árbitro(s): Mooud Bonyadifard (Irán) | Árbitro(s): Mooud Bonyadifard (Irán) |

| 1 de noviembre de 2018, 19:30 | Japón | 0:2 (0:2) | Arabia Saudita                           | Estadio Pakansari, Cibinong         |                                     |
|                               |       | Reporte   | - Wakahara 29' (a.g.) - Al-Ghannam 45+1' | Árbitro(s): Ahmed Al-Ali (Jordania) | Árbitro(s): Ahmed Al-Ali (Jordania) |

#### Final
| 4 de noviembre de 2018, 19:30 | Corea del Sur               | 1:2 (0:2) | Arabia Saudita                 | Estadio Pakansari, Cibinong              |                                          |
|                               | - Cho Young-wook 64' (pen.) | Reporte   | - Al-Ammar 2' - Al-Ghannam 22' | Árbitro(s): Sivakorn Pu-udom (Tailandia) | Árbitro(s): Sivakorn Pu-udom (Tailandia) |

| Bandera de Arabia Saudita |
| Campeón Arabia Saudita    |
| Tercer título             |

## Clasificados a la Copa Mundial de Fútbol Sub-20 de 2019
| Bandera de Arabia Saudita | Bandera de Catar | Bandera de Corea del Sur | Bandera de Japón |
| Arabia Saudita            | Catar            | Corea del Sur            | Japón            |

## Goleadores
7 goles
- Abdulrasheed Umaru

5 goles
- Hashim Ali
- Jeon Se-jin

4 goles
- Taisei Miyashiro
- Turki Al-Ammar
- Cho Young-wook

3 goles
- Todd Rivaldo
- Witan Sulaeman
- Koki Saito
- Korrawit Tasa
- Ali Saleh